# Tomosvaryella brevijuncta
Tomosvaryella brevijuncta är en tvåvingeart som beskrevs av Hardy 1943. Tomosvaryella brevijuncta ingår i släktet Tomosvaryella och familjen ögonflugor.
Artens utbredningsområde är Kalifornien. Inga underarter finns listade i Catalogue of Life.